# Trembita

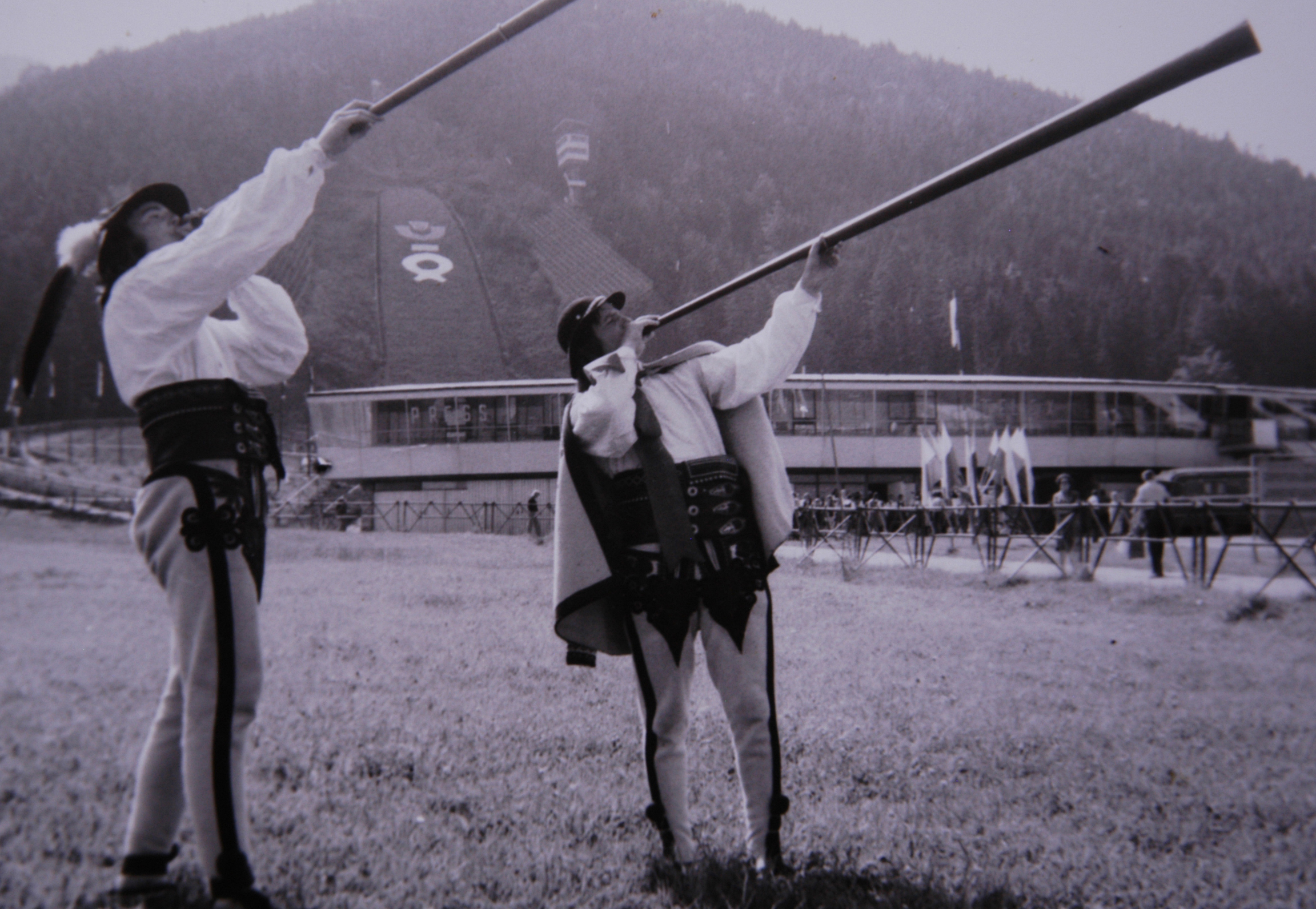

La trembita (in ucraino трембіта) è uno strumento musicale a fiato tradizionale ucraino, molto simile al corno alpino in uso in Svizzera e al bucium, diffuso in Romania. Nonostante la somiglianza strutturale, i suoni emessi da questi strumenti risultano essere molto diversi tra loro.
La trembita fu usata primariamente dagli abitanti dei Carpazi conosciuti come gutsuly. Era usato come uno strumento di segnalazione per annunciare morti, matrimoni, funerali.
Il tubo è costruito usando un ciocco di pino o abete (preferibilmente dopo essere stato colpito da un fulmine). Questo viene poi diviso in due parti, al fine di rimuoverne la parte più interna. Le sezioni vengono quindi riunite e successivamente avvolte con corteccia di betulla.
Attualmente è ancora utilizzata dai pastori per segnalazioni nelle montagne con foreste, e per guidare pecore e cani; nonché da artisti od orchestre moderne che eseguono musica folk.